# 3796 Lene
A 3796 Lene (ideiglenes jelöléssel 1986 XJ) a Naprendszer kisbolygóövében található aszteroida. Jensen, P. fedezte fel 1986. december 6-án.